# Bruine watertroepiaal
De bruine watertroepiaal (Pseudoleistes virescens) is een zangvogel uit de familie Icteridae (troepialen).

## Verspreiding en leefgebied
Deze soort komt voor in uiterst zuidelijk Brazilië, Uruguay en noordelijk Argentinië.